# Regina Włodarczyk-Puchała

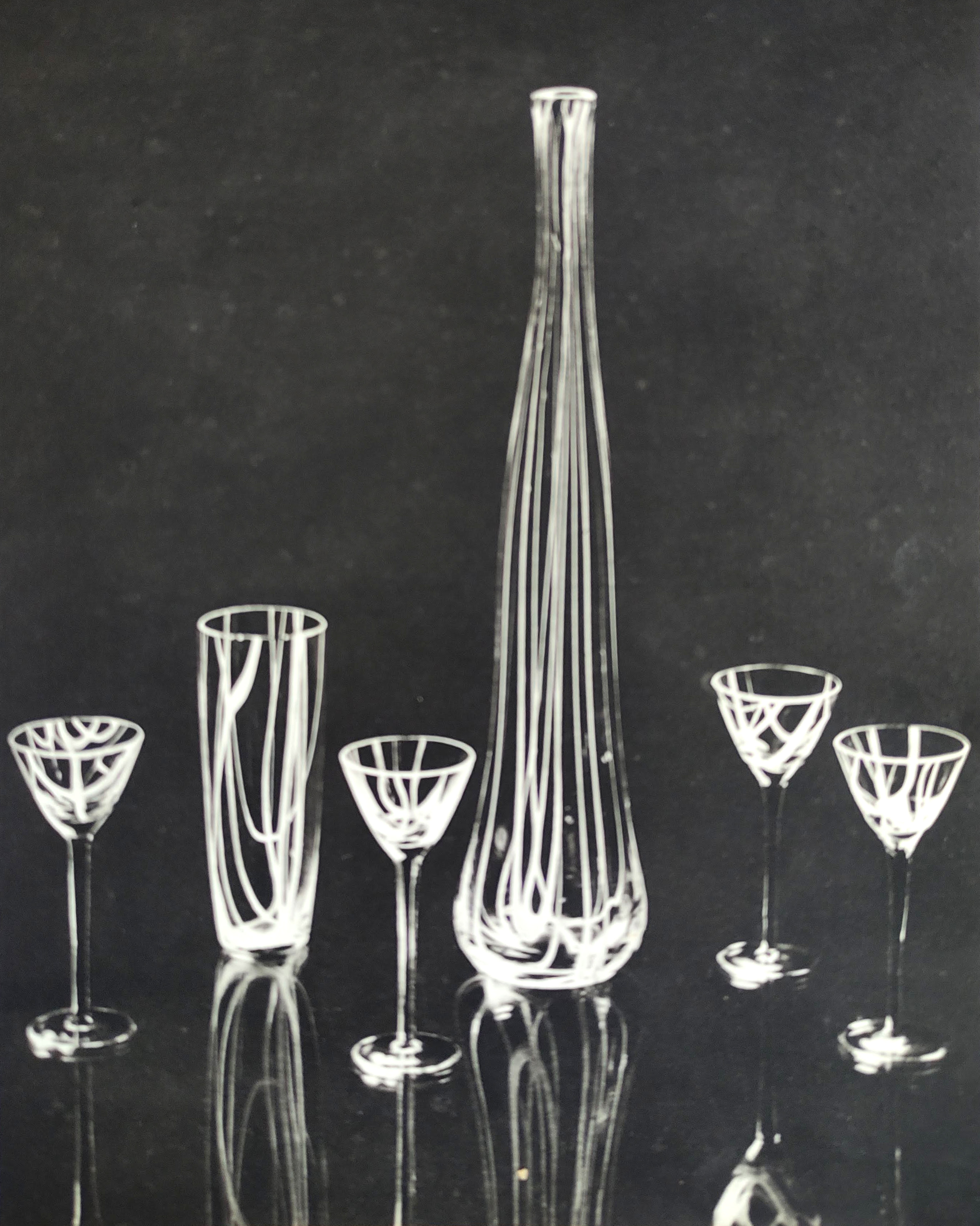
Szklany komplet do wódek proj. Reginy Włodarczyk-Puchały

Regina Włodarczyk-Puchała (ur. 24 października 1931 w Nowogródku na Białorusi, zm. 6 lipca 2019) – polska artystka szklarz, projektantka szkła artystycznego oraz szkła użytkowego.

## Życiorys
W latach 1952–1958 studiowała w Państwowej Wyższej Szkole Sztuk Plastycznych we Wrocławiu, w pracowni prof. Stanisława Dawskiego. Po studiach rozpoczęła pracę w Hucie Szkła Kryształowego „Julia” w Szklarskiej Porębie, gdzie wcześniej realizowała pracę dyplomową. Początkowo pracowała jako projektantka, a w 1960 r. objęła stanowisko kierowniczki wzorcowni. W tym samym roku pracę w „Julii” rozpoczął mąż artystki Aleksander Puchała, również projektant szkła. Artystka była związana z „Julią” przez cały okres pracy zawodowej, do 2005 r. Po zamknięciu zakładu w Szklarskiej Porębie, kontynuowała pracę dla filii w Piechowicach, dokąd została przeniesiona produkcja. Po śmierci męża w 1997 r. podjęła dodatkowo dwuletnią współpracę z hutą Tadeusza Wrześniaka w Tarnowie.
Prywatnie pozostała związana ze Szklarską Porębą, gdzie mieszkała z mężem i synem Markiem Puchałą. Działała w Związku Polskich Artystów Plastyków, angażując się w prace nad powstaniem jeleniogórskiego koła tej organizacji, któremu przewodniczyła przez pierwsze dwie kadencje. W 1976 doprowadziła do otwarcia w Biura Wystaw Artystycznych w Jeleniej Górze.
W 2012 r. artystka została odznaczona brązowym medalem „Zasłużony Kulturze – Gloria Artis”.

## Twórczość
Artystka reprezentuje wrocławską szkołę szkła. Uznanie budziła już jej praca dyplomowa z 1958 r. – zestaw naczyń Biała nitka, zdobionych zatopioną nicią białego szkła. W pracy zawodowej początkowo kontynuowała eksperymenty z wzbogacaniem masy szklanej o barwki, brokat i tlenki metali.
Projektowała unikatowe szkło artystyczne w ramach indywidualnej działalności artystycznej oraz szkło użytkowe na potrzeby produkcji przemysłowej. Najbardziej ceniony jest jej dorobek z zakresu wzornictwa przemysłowego. Projektowała proste w kształcie wyroby ze szkła kryształowego, zdobione regularnymi zgeometryzowanymi szlifami. Wraz z mężem należy do czołowych reformatorów tej dyscypliny szklarskiej. Wprowadziła nowe zastosowania szlifu soczewkowego, którego zwielokrotniona postać powoduje wrażenie ruchu. Takie efekty optyczne zastosowano przykładowo w wazonie Gracja (1977 r.).
Prace artystki znajdują się w zbiorach Muzeum Narodowego we Wrocławiu, Muzeum Narodowego w Krakowie, Muzeum Narodowego w Poznaniu, Muzeum Narodowego w Warszawie, Muzeum Karkonoskiego w Jeleniej Górze, Musée du Verre w Liège oraz w zbiorach prywatnych.

## Nagrody[a]
- 1961 – I nagroda w konkursie na szkło użytkowe w Warszawie
- 1963 – I nagroda w konkursie na szkło gospodarcze i oświetleniowe w Warszawie
- 1966 – nagroda Zjednoczenia Przemysłu Szklarskiego za paterę kryształową z okazji 1000-lecia szkła polskiego
- 1969 – nagroda Ministra Budownictwa i Przemysłu Materiałów Budowlanych
- 1971 – nagroda Ministra Budownictwa i Przemysłu Materiałów Budowlanych
- 1971 – Wzór Roku na Międzynarodowych Targach w Poznaniu
- 1974 – II nagroda na Ogólnopolskiej Wystawie Szkła Artystycznego i Użytkowego w Katowicach
- 1976 – nagroda Wydziału Kultury i Sztuki Urzędu Wojewódzkiego w Jeleniej Górze
- 1976 – srebrny medal oraz nagroda Zarządu Głównego ZPAP na Ogólnopolskim Triennale Szkła w Kłodzku
- 1977 – nagroda fundowana na Ogólnopolskiej Wystawie Szkła Artystycznego i Użytkowego w Katowicach
- 1977 – nagroda wojewody jeleniogórskiego
- 1979 – nagroda fundowana na Ogólnopolskiej Wystawie Szkła Unikatowego i Przemysłowego w Katowicach
- 1987 – nagroda Vitroceru w konkursie-wystawie Polskie szkło współczesne w Warszawie
- 2012 – brązowy medal „Zasłużony Kulturze – Gloria Artis”

## Wystawy

### Wystawy indywidualne[a]
- 1975 – wystawa w Desie w Warszawie
- 1976 – wystawa w Muzeum Ceramiki w Bolesławcu
- 1978 – wystawa w BWA w Jeleniej Górze
- 1980 – wystawa w BWA w Opolu
- 1992 – wystawa retrospektywna Kryształy Reginy i Aleksandra Puchałów z huty „Julia” w Szklarskiej Porębie w Muzeum Narodowym we Wrocławiu[3]
- 1995 – Regina Włodarczyk-Puchała, Szklarska Poręba
- 2010 – Regina Włodarczyk-Puchała. Szkło, Jelenia Góra

### Wystawy zbiorowe[a]
- 1960 – Okręgowa Wystawa Ceramiki i Szkła we Wrocławiu
- 1960 – II Ogólnopolska Wystawa Ceramiki i Szkła Artystycznego we Wrocławiu
- 1961 – Artysta w Przemyśle w Warszawie
- 1963 – Polskie Szkło Artystyczne, Muzeum Narodowe w Krakowie
- 1963 – Verrerie européenne 1958–1963, Liège
- 1963 – Polskie szkło i ceramika, Berlin, Praga, Budapeszt
- 1964 – Wystawa Ogólnopolska Tkaniny, Ceramiki i Szkła w Warszawie
- 1965 – Plastyka w Przemyśle we Wrocławiu
- 1965 – Poljska Primenjena Umetnost, Belgrad
- 1969 – Wzornictwo w Przemyśle Szklarskim i Ceramicznym w Warszawie
- 1969 – Ceramika i Szkło. Polska Sztuka Użytkowa w XXV-lecie PRL we Wrocławiu
- 1973 – Triennale szkła i ceramiki w Jabloncu
- 1974 – Ogólnopolska Wystawa Szkła Artystycznego w Katowicach
- 1974 – Szkło artystyczne w Londynie
- 1975 – Szkło i ceramika użytkowa w Warszawie
- 1976 – I Ogólnopolskie Triennale Szkła w Kłodzku
- 1976 – Międzynarodowa wystawa szkła i ceramiki w Jabloncu
- 1977 – II Ogólnopolska Wystawa Szkła Artystycznego i Użytkowego w Katowicach
- 1977 – Coburger Glaspreis 77, Coburg
- 1979 – III Ogólnopolska Wystawa Szkła Artystycznego i Użytkowego w Katowicach
- 1979–1981 – New Glass Corning, Nowy Jork, Paryż, Tokio
- 1980 – Zentralschweizer 80, Szwajcaria
- 1980 – Anna Herungen. Malerei, Glas, Keramik, Textilien, Zwinger, Drezno
- 1988 – Szkło i Tkanina, Moskwa
- 1989 – Rzeźba w szkle, Liège
- 2012 – wystawa Kryształowa Droga. Regina Włodarczyk-Puchała i prekursorzy polskiego szkła współczesnego w Jeleniej Górze